# Vic Ghezzi
Victor "Vic" Ghezzi, född 19 oktober 1910, död 30 maj 1976, var en amerikansk golfspelare från New Jersey.
Ghezzi vann majortävlingen PGA Championship 1941 på Cherry Hills Country Club i Denver över Byron Nelson. På den tiden spelades tävlingen i form av matchspel och den hade inte avgjorts efter de 36 hål som spelades så den fick avgöras genom sudden death. På det 38:e hålet låg Ghezzi och Nelson lika långt från koppen så de fick singla slant om vem som skulle putta först. Nelson missade sin putt och Ghezzi var nära att göra likadant men satte den för segern.
Ghezzi spelade för det amerikanska Ryder Cup-laget tre gånger.
| Majorsegrare genom tiderna                                                                                   |            |            |           |                  |
| 200 olika spelare har vunnit i herrarnas majortävlingar. Vic Ghezzi var den 74:e spelaren som vann en major. |            |            |           |                  |
| 1:a | 73:e       | 74:e       | 75:e      | 200:e            |
| Willie Park Sr                                                                                               | Craig Wood | Vic Ghezzi | Sam Snead | Louis Oosthuizen |
| Lista över golfens majorsegrare                                                                              |            |            |           |                  |